# AI JIMY Converter
AI JIMY Converterは、シー・システム株式会社が提供する、生成AI技術を活用した無料の文字列変換サービスである。。
ExcelやGoogleスプレッドシート上で、コピー＆ペーストだけで多様な関数を簡単に利用でき、初心者から上級者まで幅広く業務効率化をサポートする。 

## イントロダクション
AI JIMY Converterは、最新の生成AI技術を駆使し、翻訳や、複雑な住所表記正規化、文字列変換や単位の変換換など、文字列の統一化および変換を可能にする。 これにより、データの一貫性と正確性が向上し、業務効率を大幅に改善する。 上記に記載している機能以外にも、様々な機能を提供する。 一部の機能カテゴリー例（SEO 、SNS、メール、交通、人名、企業情報、住所、抽出、文字列、文章、翻訳、祝日、評価分析、電話…など） 全140機能が公開されている。（2025/1/20時点）

## 歴史
開発の背景と経緯
開発元のシー・システム株式会社は、40年以上にわたり大阪を拠点にAI開発・RPA開発・システム開発を通じて企業のDX推進を支援してきた。 
AIを文房具のような身近な存在へする為、以下のツールを公開している。
| 日付       | 概要                       | 詳細              | 備考         |
| ---------- | -------------------------- | ----------------- | ------------ |
| 2021年 7月 | AI JIMYシリーズ 第一弾公開 | AI JIMY OCR       | 現在公開停止 |
| 2022年 7月 | AI JIMYシリーズ 第二弾公開 | AI JIMY Paperbot  |              |
| 2024年 8月 | AI JIMYシリーズ 第三弾公開 | AI JIMY Converter |              |

引用：

## 製品仕様

### ■対応プラットフォーム

#### ・Excel
コピー＆ペースト機能で直接利用可能。

#### ・Googleスプレッドシート
同様にコピー＆ペーストで利用可能。

#### ・API連携
業務システム、RPAツールとの連携が可能。URL形式のAPIの為、様々なアプリケーションと連携が可能。

### ■使用技術
生成AI技術: 高度なAIアルゴリズムを使用して文字列変換を実現。 クラウドベース設計: システムはクラウドで動作し、ローカルリソースを消費しない。 セキュリティ: HTTPS通信によるデータ保護を採用し、情報漏洩リスクを軽減。

### ■システム要件
特別なシステム要件はなく、インターネット接続と対応する表計算ソフトがあれば利用可能です。

### ■独自性
AI JIMY Converterは、インストール作業やアドイン導入が不要で、コピー＆ペーストだけですぐに利用可能である。
また、最新の生成AI技術を活用し、複雑な文字列変換や関数生成を高精度で実現する。

### ■主要機能

#### ・住所の正規化
誤字や脱字、表記ゆれのある住所を、指定の形式に正規化(修正)を行い出力する機能。 AI-OCRで誤った住所を取得した際などにこの機能を使用すると住所を生成AIが修正してくれる。

#### ・Excel関数生成
複雑なExcel関数文を説明文から自動で生成します。 関数文を検索しながら作成しなくても、Excel上で作成したい関数文の説明を入力すれば、生成AIが自動で作成してくれる。

## 利用方法

### ■対象ユーザー
- 個人ユーザー

日常的なデータ処理や業務効率化を求める方。
- 企業ユーザー

大量のデータ処理や業務自動化を目指す組織。
- 開発者

APIを活用したシステム連携を検討する技術者。

### ■ユースケース
- データ統一化

住所データの正規化や表記ゆれの解消。
- 関数生成

複雑なExcel関数の自動生成による業務効率化。
- 多言語翻訳

データの多言語対応や翻訳業務の支援。

### ■インストール・設定方法
インストールやアカウント登録は不要。
※アカウント登録（無料）の実施で制限回数を解除することも可能。 公式サイトから機能を選び、提供される関数をコピー＆ペーストでExcelやGoogleスプレッドシートに貼り付けるだけで利用できる。

## 受容と評価
レビュー 現在、具体的な第三者機関やメディアからのレビュー情報は公開されていない。

## 情報源
- AI JIMY Converter ホームページ　https://converter.aijimy.com/
- シー・システム株式会社（開発元）ホームページ　https://seagp.com/